# Cornelis Hofstede de Groot

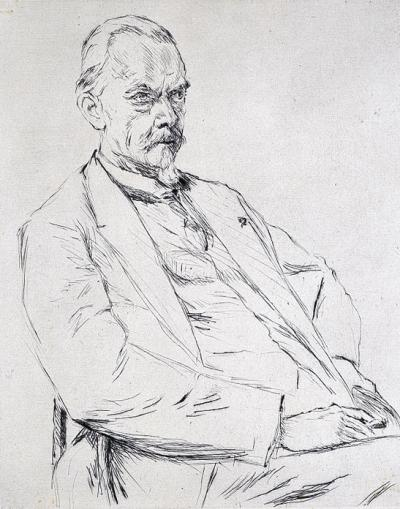
Cornelis Hofstede de Groot (Porträt von Max Liebermann, 1928)

Cornelis Hofstede de Groot (* 9. November 1863 in Dwingeloo in der Provinz Drenthe; † 14. April 1930 in Den Haag) war ein niederländischer Kunsthistoriker.

## Leben
Hofstede de Groot war ein Sohn des Pastors Cornelis Philippus Hofstede de Groot und dessen Ehefrau Catharina Dorothea (geborene Star Numan). Petrus Hofstede de Groot (1802–1886) war sein Großvater.
Er besuchte zunächst die Elementarschule in Kampen und ab September 1876 das dortige Gymnasium. Nach der Berufung seines Vaters Vater zum Professor der Theologie an der Universität Groningen im Mai 1878, war er bis zum Frühjahr 1880 Schüler des Gymnasiums in Groningen. Als gesundheitlichen Gründen unternahm er in dieser Zeit eine längere Erholungsreise, die ihn durch Deutschland und die Schweiz bis nach Südfrankreich führte. Hier ging er im Winter von 1880 bis 1881 als auswärtiger Schüler auf die École Saint-Elme in Arcachon. Nach mehrmaligem Umzug kam er schließlich im September 1881 nach Coburg und wurde in die Secunda des Gymnasiums Casimiriani aufgenommen wurde. Zu Ostern 1884 schloss er dort seine Schulbildung mit dem Reifezeugnis ab. Er begab sich nach Leipzig, um dort ein Studium der Kunstgeschichte zu beginnen. Nach Bestehen des holländischen Abiturientenexamens im Sommer 1884 kehrte er im Herbst jedoch an die Hochschule nach Groningen zurück.
Hofstede de Groot begann dort sein Studium und wechselte nach vier Jahren für ein Jahr nach Leiden, um sich dort den klassischen Altertumswissenschaften zu widmen. Im Mai 1889 legte er dort sein Candidatsexamen der classischen Philologie ab. Nun konnte er sich endlich dem bisher nur nebenbei betriebenen Studium der vaterländischen Kunstgeschichte zuwenden. Dafür kehrte er an die Universität Leipzig zurück, an der er während des Wintersemesters 1889/1890 und des Sommersemesters 1890 Vorlesungen besuchte. Zudem unternahm er Studienreisen zu den Kunstsammlungen Deutschlands und Hollands, um seine Kenntnisse zu vertiefen. Am 1. August 1890 wurde Hofstede de Groot nach Dresden berufen, um dort ab Oktober als wissenschaftlicher Hilfsarbeiter am königlichen Kupferstichkabinett zu arbeiten. Die königlich niederländische Regierung ernannte ihn Ende Juni 1891 zum zweiten Direktor der königlichen Gemäldegalerie Mauritshuis in Den Haag. Hier verfasste er auch seine Doktorarbeit über Arnold Houbraken in seiner Bedeutung für die holländische Kunstgeschichte.
Hofste de Groot war Alter Herr des Klassisch-Philologischen Vereins Leipzig im Naumburger Kartellverband. Laut dem Altherrenverzeichnis des Verbandes war er im Jahr 1913 Direktor des Cabinet des Estampes in Amsterdam.
1926 schenkte er sein umfangreiches Archiv dem niederländischen Staat, daraus entstand 1932 das Rijksbureau voor Kunsthistorische Documentatie.

## Hauptwerk

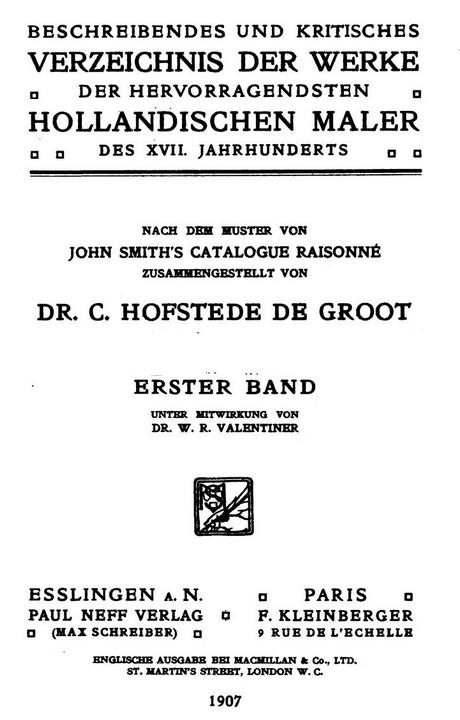
Titelseite der deutschen Ausgabe von 1907

Sein Hauptwerk ist das Beschreibende und kritische Verzeichnis der Werke der hervorragendsten holländischen Maler des 17. Jahrhunderts, das in 10 Bänden von 1907 bis 1928 erschien. Damit hatte er sich zum Ziel gemacht, das 1829 bis 1842 in 9 Bänden erschienene Werk A catalogue raisonné of the works of the most eminent Dutch, Flemish, and French painters des Kunsthändlers John Smith zu ersetzen. Die Bände publizierte er in Deutsch, der Übersetzer Edward G. Hawke übersetzte diese jeweils sofort, sodass sie kurz darauf in Englisch erscheinen konnten (A catalogue raisonné of the works of the most eminent Dutch painters of the seventeenth century). Die deutsche Ausgabe erschien im Verlag Paul Neef in Esslingen und bei der Kunsthandlung F. Kleinberger in Paris, die englische bei Macmillan & Co. in London.
- Band 1, 1907 (englisch 1908): Jan Steen, Gabriel Metsu, Gerard Dou, Pieter de Hooch, Carel Fabritius, Jan Vermeer. Unter Mitwirkung von Wilhelm Reinhold Valentiner (Textarchiv – Internet Archive, englisch, archive.org).
- Band 2, 1908 (englisch 1909): Aelbert Cuyp, Philips Wouwerman, unter Mitwirkung von Kurt Freise (Textarchiv – Internet Archive, englisch archive.org).
- Band 3, 1910 (englisch 1910): Frans Hals, Adriaen van Ostade, Isaac van Ostade, Adriaen Brouwer. Unter Mitwirkung von Kurt Freise, Kurt Erasmus (englisch, archive.org).
- Band 4, 1911 (englisch 1912): Jacob van Ruysdael, Meindert Hobbema, Adriaen van de Velde, Paulus Potter. Unter Mitwirkung von Kurt Erasmus, Wilhelm Reinhold Valentiner, Kurt Freise (englisch, archive.org).
- Band 5, 1912 (englisch 1913): Gerard ter Borch, Caspar Netscher, Godfried Schalcken, Pieter Cornelisz van Slingelandt, Eglon Hendrick van der Neer. Unter Mitwirkung von Eduard Plietzsch, Karl Lilienfeld (englisch, archive.org).
- Band 6, 1914 (englisch 1916): Rembrandt, Nicolaes Maes. Unter Mitwirkung von Karl Lilienfeld, Heinrich Wichmann, Kurt Erasmus (englisch, archive.org).
- Band 7, 1918 (englisch 1923): Willem van de Velde, Jan van de Cappelle, Ludolf Bakhuyzen, Aert van der Neer. Unter Mitwirkung von Karl Lilienfeld, Otto Hirschmann
- Band 8, 1923 (englisch 1927): Jan van Goyen, Jan van der Heyden, Jan Wijnants. Unter Mitwirkung von Otto Hirschmann, Hans Kauffmann, Wolfgang Stechow
- Band 9, 1926 (nur in Deutsch erschienen): Jan Hackaert, Nicolaes Berchem, Karel Dujardin, Jan Both, Adam Pijnacker. Unter Mitwirkung von Otto Hirschmann, Wolfgang Stechow, Kurt Bauch
- Band 10, 1928 (nur in Deutsch erschienen): Frans van Mieris, Willem van Mieris, Adriaen van der Werff, Rachel Ruysch, Jan van Huysum. Unter Mitwirkung von Elisabeth Neurdenburg, Otto Hirschmann, Kurt Bauch

## Weitere Werke (Auswahl)
Hofstede de Groot verfasste mehrere kunstgeschichtliche Studien und Rezensionen in Zeitschriften wie Archief voor Nederlandsche Kunstgeschiedenis, Kunstwart und Chronik für vervielfältigende Kunst, Nederlandsche Spectator, Oud Holland, Repertorium für Kunstwissenschaft und der Zeitschrift für bildende Kunst nebst Kunstchronik. Dabei widmete er sich auch den Künstlern Wybrand de Geest, Thomas Heeremans (1641–1694) und anderen.
- Johannes Offerhaus: Levensbericht van Petrus Hofstede de Groot. In: Jaarboek van de Maatschappij der Nederlandse Letterkunde. Leiden 1887, ab S. 296 (Bibliographie der Werke meines Großvaters Petrus Hofstede de Groot, als Anhang, dbnl.org).
- Zur Handschriftenkunde des Cato maior. In: Hermes. Zeitschrift für classische Philologie. Band 25, Heft 2, Franz Steiner Verlag, Berlin 1890, JSTOR:4472238, S. 293–300.
- Die Malerfamilie Wouwerman. In: Kunstchronik. Neue Folge, 2. Jahrgang, Heft 1. Seemann, Leipzig 9. Oktober 1890, S. 1–6, doi:10.11588/DIGLIT.3773 (uni-heidelberg.de).
- Arnold Houbraken in seiner Bedeutung für die holländische Kunstgeschichte : Zugleich eine Quellenkritik der Houbrakenschen „Groote Schouburgh“. M. Nijhoff, Den Haag 1891 (Textarchiv – Internet Archive – Inaugural-Dissertation zur Erlangung der philosophischen Doktorwürde an der Universität Leipzig, mit Lebenslauf).